# آلبرشت نوت
آلبرشت نوت (زاده ۲۳ سپتامبر ۱۹۳۷ – درگذشته ۲۲ فوریه ۱۹۹۹) مورخ آلمانی اسلام بود.
نوث در ۲۳ سپتامبر ۱۹۳۷ در کونیگزبرگ متولد شد. او دکترای خود را در سال ۱۹۶۴ با پایان‌نامه ای با عنوان «(جنگ مقدس و مبارزه مقدس در اسلام و مسیحیت: مشارکت در پیش از تاریخ و تاریخ جنگ‌های صلیبی» (به آلمانی: Heiliger Krieg und heiliger Kampf in Islam und Christentum: Beiträge zur Vorgeschichte und Geschichte der Kreuzzüge) از دانشگاه بن به پایان رساند. کار او در سال ۱۹۷۳ دربارهٔ تاریخ‌نگاری اسلامی، سودمندی منابع روایی اسلامی در بازسازی تاریخ اولیه اسلام را زیر سؤال برد و تأکید کرد که این منابع مجموعه‌هایی از توپوهای ادبی هستند که ارتباط چندانی با رویدادهای تاریخی واقعی ندارند. این اثر جرقه‌ای از انتقاد شدید از منابع قرون وسطایی را برانگیخت که در نهایت باعث ایجاد مکتبی تجدیدنظرطلب از محققان در زمینه مطالعات اسلامی شد.